# Jérémy Morel
Jérémy Morel, född 2 april 1984 i Lorient, är en fransk-madagaskisk före detta fotbollsspelare.

## Karriär
Morel debuterade för Lyon i Ligue 1 den 9 augusti 2015 mot Lorient (0–0), där han byttes in i den 64:e minuten mot Rafael.
Den 8 juni 2020 värvades Morel av Lorient, där han skrev på ett ettårskontrakt med option på ytterligare ett år. I september 2022 gick Morel till Championnat National 3-klubben Montagnarde.